# Refranero

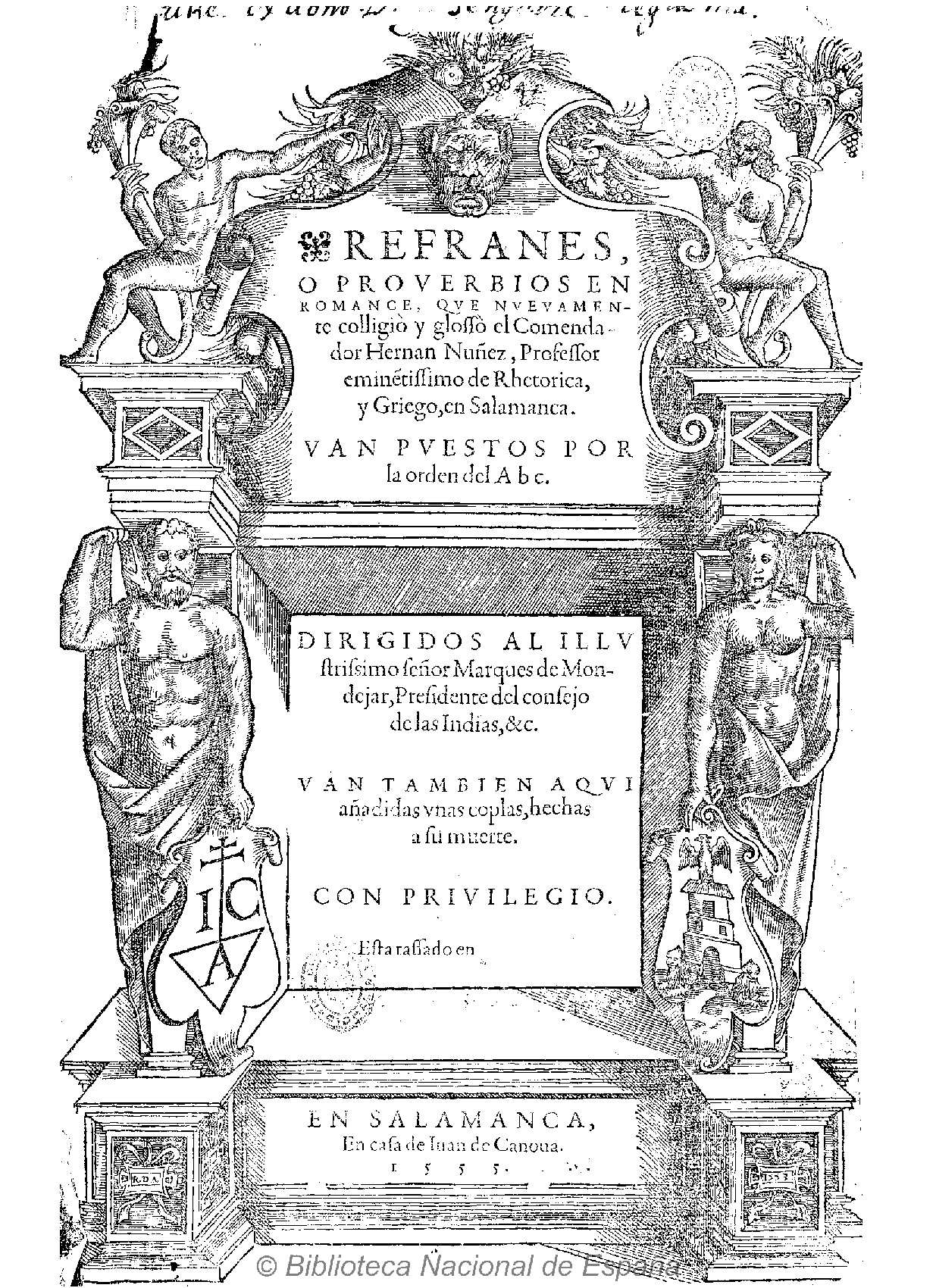
Refranes o Proverbios en romance, de Hernán Núñez, 1555.

Un refranero es una recopilación o colección principalmente de refranes, si bien con frecuencia los refranes conviven con las frases proverbiales, los dialogismos o las locuciones proverbiales, además de algunas expresiones.  Los refraneros suelen recurrir al criterio alfabético. Otros criterios empleados son el geográfico o el temático.
Miguel de Cervantes, en Don Quijote de la Mancha, pone en boca de su protagonista estas palabras: «Los refranes son sentencias breves, sacadas de la experiencia y especulación de nuestros antiguos sabios, y el refrán que no viene a propósito antes es disparate que sentencia» (segunda parte, capítulo LXVII). Esta obra está considerada uno de los mejores ejemplos de refranero literario.

## Refraneros en España

### Edad Media
Del siglo XIV cabe mencionar el Romancea Proverbiorum que recoge 150 refranes.
En el siglo XV aparecen dos colecciones casi simultáneas: Seniloquium con 494 refranes y sobre todo la recopilación atribuida a Íñigo López de Mendoza, marqués de Santillana, bajo el título de Refranes que dizen las viejas tras el fuego, con más de 700 refranes.

### sigloXVI
El racionero de la Catedral de Toledo Blasco de Garay escribió después dos Cartas en refranes (Toledo, 1541) que carecen del propósito exhaustivo de una compilación, pero pretenden ser un pasatiempo cortesano. La primera era exclusivamente de refranes y la segunda de sentencias, pero en posteriores ediciones se añadieron otras dos: una de Juan Vázquez de Ayora y otra, sumamente depurada, que provenía de un impreso sevillano. Así aparecieron junto al Processo de cartas de amores de Juan de Segura y el Diálogo de mujeres de Cristóbal de Castillejo, recortado y moralizado, por cierto, por Blasco de Garay.
Pedro de Vallés elaboró el Libro de refranes copilado por el orden A. B. C. (Zaragoza, Juana Millán, 1549). Después vinieron tres cuyo carácter era profundamente humanístico. La cuarta realizada por el Comendador griego, es decir, Hernán Núñez (1478-1553) catedrático de Salamanca, Refranes o proverbios en romance, Salamanca, Juan de Canova, 1555, con un prólogo de León de Castro. El sevillano Juan de Mal Lara, discípulo de ambos, publicó otra, La Philosophia vulgar, Sevilla, Hernando Díaz, 1568. Por otra parte, Sebastián de Horozco, quien también estudió en Salamanca, escribió una Recopilación de refranes y adagios que consta de 8.311 ordenados alfabéticamente, pero cuyo manuscrito ha perdurado acéfalo, falto de aquellos que debían reunirse en las letras A, B, C y D. Lo que queda fue impreso en 1916 con el título de Teatro universal de los proverbios.

### sigloXVII
Gonzalo Correas reunió en un largo manuscrito que tituló Vocabulario de refranes y frases proverbiales un verdadero tesoro idiomático que no llegó a comentar debidamente ni se vio impreso hasta el siglo XX. Correas se basó en la obra de Hernán Núñez que acrecentó con aportes propios.
En el mismo siglo se publicaron otros refraneros eruditos como Juan Sorapán de Rieros: Medicina Española contenida en proverbios vulgares de nra. lengua. Muy provechosa para todo genero de estados, para Philosophos, y Medicas, para Theologos, y Juristas, para el buen regimiento de la salud, y más larga vida (1615), y Jerónimo Martín Caro y Cejudo: Refranes y modos de hablar castellanos con latinos (1675), entre otros.

### sigloXVIII
Frente a la fecundidad paremiográfica de los siglos anteriores, el siglo XVIII, Siglo de las Luces, carece de recopilaciones importantes. Solo aparecen en revistas generalistas algunas pequeñas colecciones hechas por particulares, como la publicada en el Correo de Madrid (o de los ciegos) por Lucas Alemán y Aguado: Ramillete de sentencias morales (1788).

### sigloXIX
José María Sbarbi y Osuna dedicó gran parte de su vida a los temas paremiográficos y paremiológicos. En vida publicó Monografía sobre los refranes, adagios y proverbios castellanos y las obras o fragmentos que expresamente tratan de ellos en nuestra lengua, obra de corte enciclopédico, como puede apreciarse por el título, que fue premiada por la Biblioteca Nacional de España en 1871 y publicada en 1891. En 1872 se imprime El libro de los refranes, y en 1873, Florilegio ó Ramillete alfabético de Refranes y Modismos comparativos y ponderativos de la Lengua Castellana, definidos razonadamente y en estilo ameno. En 1922, se publica en Madrid, a título póstumo, el Gran diccionario de refranes de la lengua española.
A finales de siglo aparecen las primeras recopilaciones de Francisco Rodríguez Marín: Cien refranes andaluces de meteorología, cronología, agricultura y economía rural (1883) y Los refranes del almanaque recogidos, explicados y concordados con los de varios países románicos (1896). Sus principales y exhaustivas recopilaciones aparecerían ya en el siglo XX.

### Siglo XX
El siglo XX en España es el siglo de la consolidación paremiográfica en español. No solo se consolidaron las recopilaciones anteriores, sino que también se elaboraron nuevas y revisadas ediciones de las colecciones ya publicadas. 
En 1906 la RAE publicó la primera edición del Vocabulario de refranes y frases proverbiales de Correas, que hasta entonces solo había estado disponible en versiones manuscritas. La edición fundamental fue realizada por Louis Combet en 1967, edición que revisaron sus discípulos en el 2000.
Julio Cejador y Frauca publicó a título póstumo su Refranero castellano (1928-29), obra en tres volúmenes en las que por palabras clave agrupa los refranes contenidos en las recopilaciones desde el Marqués de Santillana hasta Correas.
Por su parte Francisco Rodríguez Marín emprendió la tarea de recopilar todos aquellos refranes que no estuvieran en el Correas, publicando en 1926 un primer volumen: Más de 21.000 refranes castellanos no contenidos en la copiosa colección del maestro Gonzalo Correas. A este primer volumen siguieron otros tres:  12.600 refranes más no contenidos en la colección del maestro Gonzalo Correas ni en “Más de 21.000 refranes castellanos” (1930);  Los 6.666 refranes de mi última rebusca... (1934) y Todavía 10.700 refranes más... (1941). José Bergua publicó en 1944 Refranero español, una colección de 8000 refranes ordenados por orden alfabético y seguidos de una sucinta explicación «para su mejor comprensión y conocimiento».
A partir de las obras de Correas y de Rodríguez Marín, Luis Martínez Kleiser publicó en 1953  su Refranero general ideológico español, considerado el primer paso serio de la paremiografía española, en el que agrupó por temas —ideas— más de 60.000 refranes procedentes de las colecciones ya mencionadas y complementadas por obras menores.
Hasta la edición de 1956, la RAE venía recogiendo en su Diccionario algunos refranes, pero a partir de esa edición consideró que por diversas razones no debían figurar en él, buscando una solución alternativa. Se optó por una publicación exenta para lo que convocó en 1967 un concurso que contó con el patrocinio de la Fundación Conde de Cartagena. El concurso fue ganado en 1971 por Juana G. Campos y Ana Barella con su Diccionario de refranes, cuya primera edición vio la luz en 1993. En él no solo se recogen los refranes contenidos en el DLE, sino que se incluyen también el significado, aclaraciones y citas literarias.
Junto a obras que recogen todo tipo de refranes, aparecieron obras especializadas por temas, tal como había hecho Sorapán y Rieros en el siglo XVII. Así, Manuel Saralegui y Medina recopiló el Refranero español náutico y meteorológico (1918), obra complementada por el Refranero del mar (1944) de José Gella Iturriaga. Por su parte, en un minucioso trabajo de campo, Gabriel María Vergara Martín publicó en 1923 Diccionario geográfico popular de cantares, refranes, adagios, proverbios, locuciones proverbiales y modismos españoles que amplió y reeditó en 1936: Refranero geográfico español.
En el área de la dictadología tópica (refranes toponímicos), Camilo José Cela, inició de forma sistemática su estudio y recopilación con la aparición del primer y único volumen en 1998: Diccionario geográfico popular de España. I Introducción a la dictadología tópica. España.
Entre los refraneros centrados en una región o provincia elaborados durante el siglo XX pueden citarse: el El refranero navarro de José María Iribarren de 1983, basado en las recopilaciones que ya habían aparecido en sus obras lexicográficas; el Refranero geográfico turolense (1995) de José de Jaime Gómez y José María de Jaime Lorén y el Refranero temático castellano (1999) de Juliana Panizo Rodríguez, donde refundió la labor que había realizado y publicado en la Revista de Folklore.
En lo que a refranes meteorológicos se refiere, Luis Martínez Kleiser publicó en 1945: El tiempo y los espacios de tiempo en los refranes; obra complementada en 1986 por El libro de los refranes de la temperie del meteorólogo José Sánchez Egea.
En el campo de los refranes agrícolas, y además trabajos parciales como Cien refranes andaluces de meteorología, cronología, agricultura y economía rural recopilados y comentados por Rodríguez Marín, o el muy posterior Refranero de los frutos del campo publicado por Ramón Lloréns Barber en 1986, el repertorio más completo fue el Refranero agrícola español (1954) de Nieves de Hoyos, 5370 refranes, sentencias, aforismos, aleluyas y coplas del refranero castellano, gallego, catalán y valenciano, con correspondencia en otras lenguas, principalmente el portugués.

### sigloXXI
Los primeros años del siglo XXI en la paremiografía española se caracterizaron por la aparición de refraneros multilingües y por la aparición de las bases de datos digitales, a veces de forma complementaria. Entre las recopilaciones monolingües pueden citarse el Diccionario Akal del refranero español (2012) de Jesús Cantera Ortiz de Urbina y, entre las que compilan ejemplos de varios idiomas, los trabajos dirigidos por Julia Sevilla Muñoz y Jesús Cantera Ortiz de Urbina, recogidos en 877 refranes españoles con su correspondencia catalana, gallega, vasca, francesa e inglesa, obra publicada en 1998 con una primera edición revisada dos años después. El mismo equipo publicó en 2001 1001 refranes españoles con su correspondencia en árabe, francés, inglés, italiano, polaco, provenzal y ruso con una segunda edición revisada en 2008.
En 2005 Julia Sevilla Muñoz y  M.ª I. Teresa Zurdo Ruiz-Ayúcar de la Universidad Complutense iniciaron el Refranero multilingüe, publicándose en el 2009 su primera edición en la sede virtual del Instituto Cervantes. Se trata de una base de datos, actualizada con nuevas incorporaciones, que, tomando como base los refranes en español, proporciona equivalencias hasta en 18 lenguas de trabajo.
José Enrique Gargallo Gil, de la Universidad de Barcelona, inició en el 2008 el proyecto Base de datos sobre refranes del calendario y meteorológicos en la Romania (BADARE), donde se recogen refranes de calendario y meteorológicos en las distintas lenguas romances así como en numerosos dialectos. El proyecto se reconvirtió en Paremiología romance: refranes meteorológicos y territorio (ParemioRom)